# Балканија (албум)
Балканија је дебитантски студијски албум српске певачице Тее Таировић. Издат је 21. маја 2022. године за T Music. Сниман је 2022. године у Београду. Садржи девет песама, а за сваку је направљен посебан музички спот.

## Списак песама
| №               | Назив           | Аутор(и)                       | Продуцент(и)                                 | Трајање |  |
| 1.              | Балканија       | Јелена Трифуновић Теа Таировић | Марко Цветковић                              | 3.39    |  |
| 2.              |                 | Трифуновић Таировић            | Даниел Ганев                                 | 3.54    |  |
| 3.              | Нека пати она   | Таировић                       | Ганев                                        | 3.37    |  |
| 4.              | Два и два       | Трифуновић                     | Цветковић                                    | 3.12    |  |
| 5.              | Дубаи           | Трифуновић                     | Цветковић Ронела Хајати                      | 3.04    |  |
| 6.              | Преживећу       | Трифуновић                     | Цветковић Весела Думанова Галин Дејан Асенов | 3.32    |  |
| 7.              | Мало ми је      | Таировић                       | Бојан Васић                                  | 3.48    |  |
| 8.              | Кучке и демони  | Таировић                       | Ганев                                        | 3.36    |  |
| 9.              | Пијан           | Таировић                       | Ганев                                        | 3.47    |  |
| Укупно трајање: | Укупно трајање: | Укупно трајање:                | Укупно трајање:                              | 32.12   |  |